# Arrigas
Arrigas település Franciaországban, Gard megyében. Lakosainak száma 214 fő (2022. január 1.). Arrigas Alzon, Arre, Aumessas, Blandas és Dourbies községekkel határos.

## Népesség
A település népességének változása:
| Lakosok száma | 234  | 187  | 175  | 179  | 206  | 214  | 211  | 210  | 212  | 214  |
|               | 1968 | 1982 | 1990 | 2006 | 2013 | 2015 | 2017 | 2019 | 2020 | 2022 |